# Georgij Alexandrowitsch Makazaria

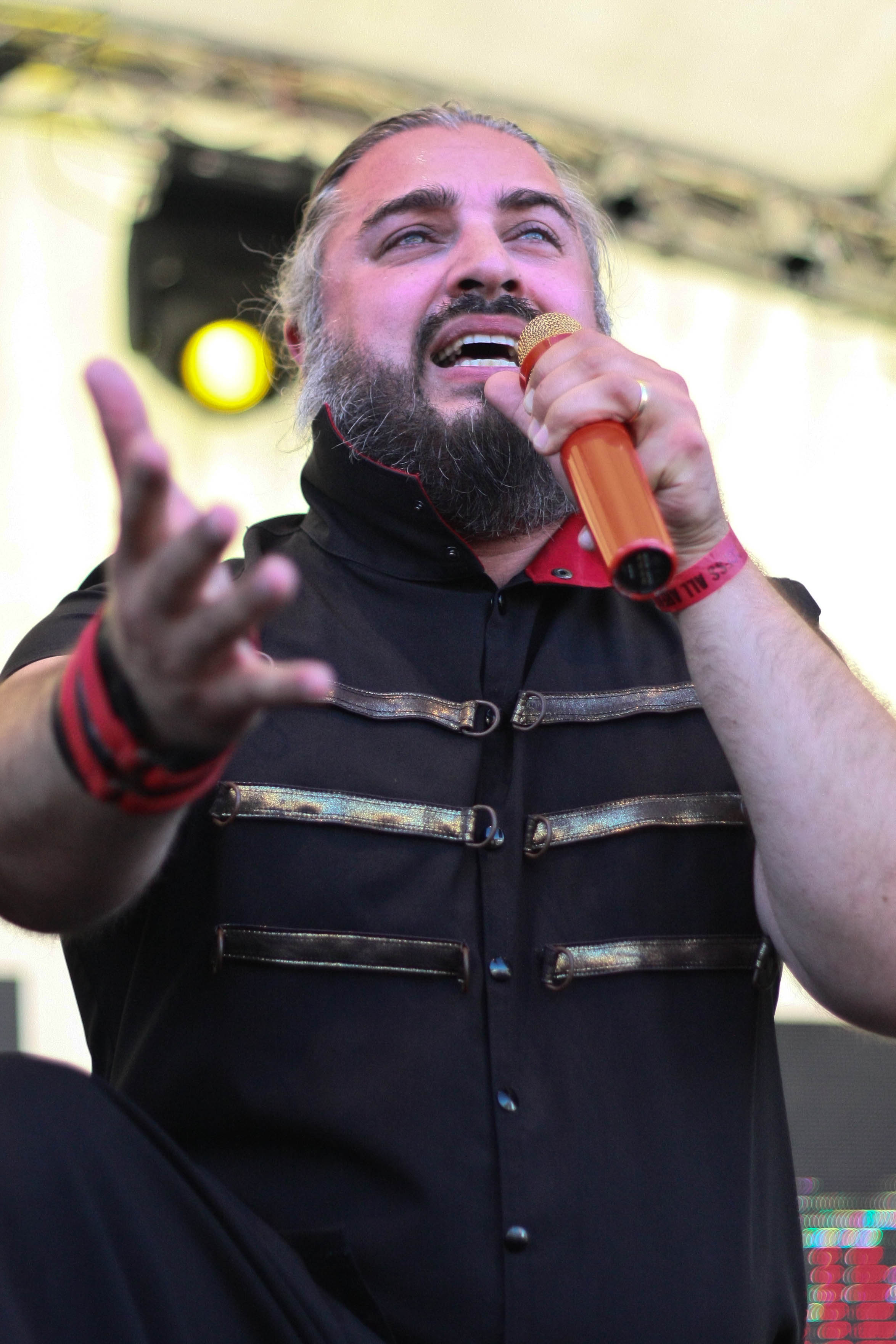
Makazaria 2011

Georgij Alexandrowitsch Makazaria (* 9. Mai 1974 in Moskau, Sowjetunion) ist ein österreichischer Musiker und Schauspieler russischer Herkunft. Seine Eltern stammen aus Georgien.

## Leben
Makazaria hat russisch-georgische Wurzeln und lebt seit 1989 in Wien. In seiner Jugend lernte er das Klavierspielen und brachte sich selbst Gitarre bei. Als Musiker wirkte er in den Bands New Village, Dawn of Decay, Stahlhammer und Soyuz mit. Außerdem arbeitete er als Besitzer eines Tonstudios unter anderem mit der Band Ohrrausch zusammen, die 2000 mit „Siegerstraße“ einen Hit hatte.
Weiters spielte er Rollen in Musicals und Shows wie F@lco – A Cyber Show (von Joshua Sobol und Paulus Manker) im Wiener Ronacher, Jesus Christ Superstar und Das Dschungelbuch von Robert Persché. 2013 spielte er im Musical Aladdin und die Wunderlampe von Robert Persché an der Oper Graz sowie im Stadttheater Baden den Dschinn, den Geist aus der Lampe.

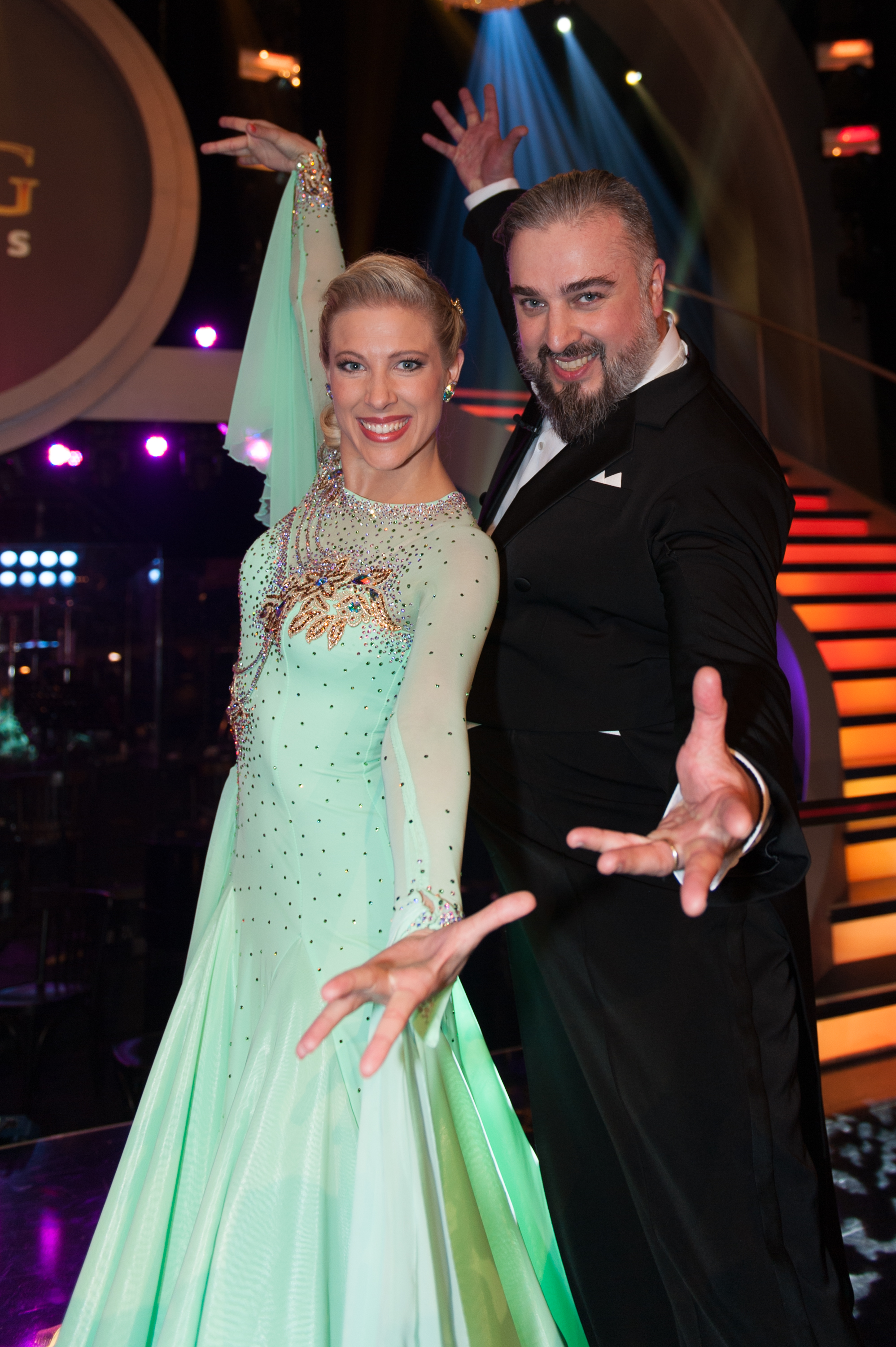
Makazaria mit Maria Santner bei Dancing Stars (2016)

Sein Bandprojekt Russkaja ist durch die Album-Veröffentlichung Kasatchok Superstar und die wöchentlichen Auftritte in der Late-Night-Show Willkommen Österreich österreichweit bekannt geworden und ging im Mai 2008 auf Europa-Tournee. Seitdem wurden fünf weitere Alben veröffentlicht.
Im Februar 2023 löste sich die Band auf, Grund war der russische Überfall auf die Ukraine: „Der wütende Krieg in der Ukraine (...) macht es uns unmöglich, mit einem Image & Style weiterzumachen, die sich auf satirische Art und Weise der Sowiet-Thematik (sic!) und Sprache bedienen“, wie die Band bekannt gab. Außerdem wären die Bandmitglieder Anfeindungen in sozialen Medien ausgesetzt gewesen. Nach der Annexion der Krim 2014 durch Russland hatte Mazakaria noch erklärt, dass er sich aus der Politik heraushalte (...), „weil wir nicht wissen, was beispielsweise im Ukraine-Konflikt wirklich passiert“. Auch über das politische System in der Sowjetunion könne er „nichts Schlechtes berichten“, so Mazakaria gegenüber dem Kurier.
Im dritten Teil der Dark-Future-Hörspielserie HumAnemy ist er in einer Nebenrolle zu hören. 2016 trat Makazaria bei der Tanzshow Dancing Stars an und holte mit seiner Tanzpartnerin Maria Santner im Finale den dritten Platz.
2015 gründete Makazaria gemeinsam mit dem russischen Pianisten Roman Grinberg, dem ukrainischen Akkordeonisten Alexander Shevchenko und dem russischen Violinisten Aliosha Biz das Bandprojekt Russian Gentlemen Club.
Seit 24. Oktober 2020 steht Makazaria als Tevje im Musical Anatevka auf der Bühne des Badener Stadttheaters.

## Diskografie
Mit Russkaja
Mit Russian Gentlemen Club
- Russian Gentlemen Club (Album)